# Konica Minolta Dynax

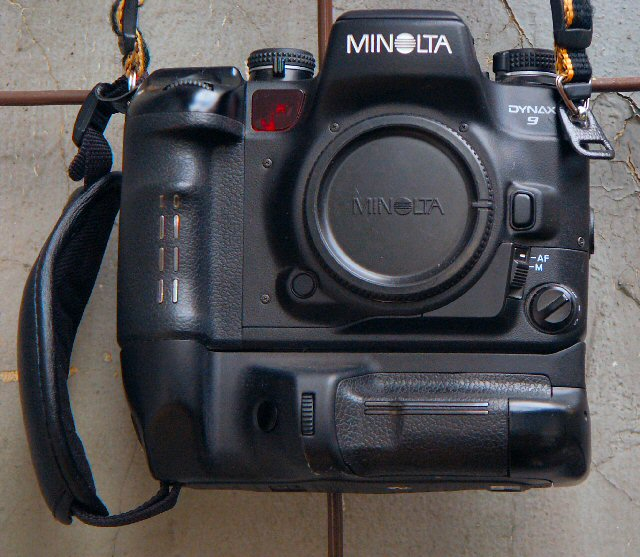
Minolta Dynax 9 (1998)

Dynax war eine Bezeichnung für Autofokus-Spiegelreflexkameras von zuletzt Konica Minolta, die unter diesem Namen bereits seit 1988 vom Vorgängerunternehmen Minolta produziert worden waren.
Die Bezeichnung Dynax fand mit Einführung der i-Serie von Minolta (ab 1988) erstmals Verwendung und wurde bis Anfang 2006 auch für die digitalen Modelle von Konica Minolta benutzt. In Nordamerika wurden Kameras der Dynax-Reihe unter der Bezeichnung Maxxum, in Japan unter Alpha verkauft, diese Bezeichnungen wurden dort – anders als in Europa – allerdings auch schon für die erste Generation Autofokus-Kameras, zu der die Minolta 7000AF (1985) zählt, verwendet.  Seit Mitte 2006, nach dem Rückzug Konica Minoltas aus dem Fotogeschäft, wird das System von Sony weltweit unter dem einheitlichen Produktnamen Alpha weitergeführt.

## Entwicklung derDynax-Reihe

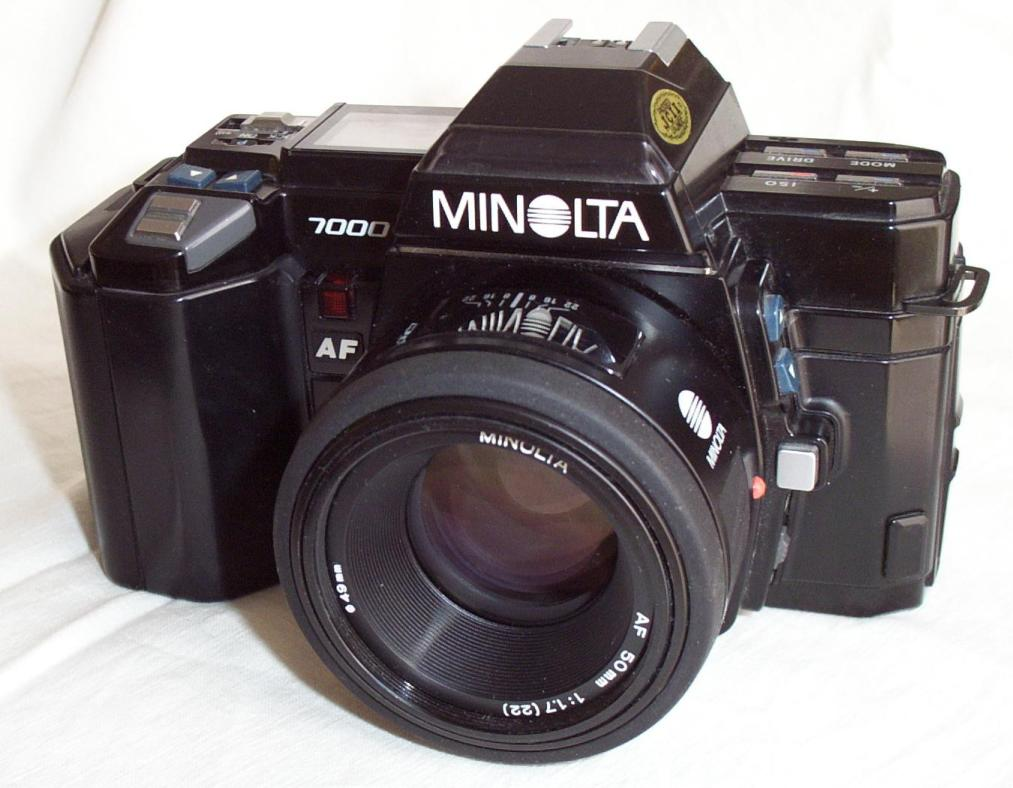
Minolta 7000 AF (1985)

Mit der Minolta 7000 AF stellte Minolta 1985 die erste in Großserie produzierte Spiegelreflexkamera mit im Gehäuse integrierten passivem Autofokus-System auf der Basis von Phasendetektion vor, womit die Dynax-Serie begründet wurde und hatte damit gegenüber Nikon und Canon einen Entwicklungsvorsprung von einem (Nikon F501 1986) bis zwei Jahren (EOS 650 1987).  In Europa war die Serie zunächst namenlos. Erst später wurde die Bezeichnung Dynax verwendet. In Nordamerika und in Japan nannte man sie von Anfang an Maxxum beziehungsweise Alpha. Während sich die Minolta 7000 AF eher an den Amateur wandte, war die kurze Zeit später erschienene Minolta 9000 AF für Berufsfotografen konzipiert. Speziell für die Kameras der neuen AF-Serie entwickelte Minolta ein neues Stecksystem für Wechselobjektive, das sogenannte Minolta-A-Bajonett. 1988 folgten mit den Minolta-Autofokuskameras der i-Serie die ersten Kameras der Dynax-Reihe in Europa.

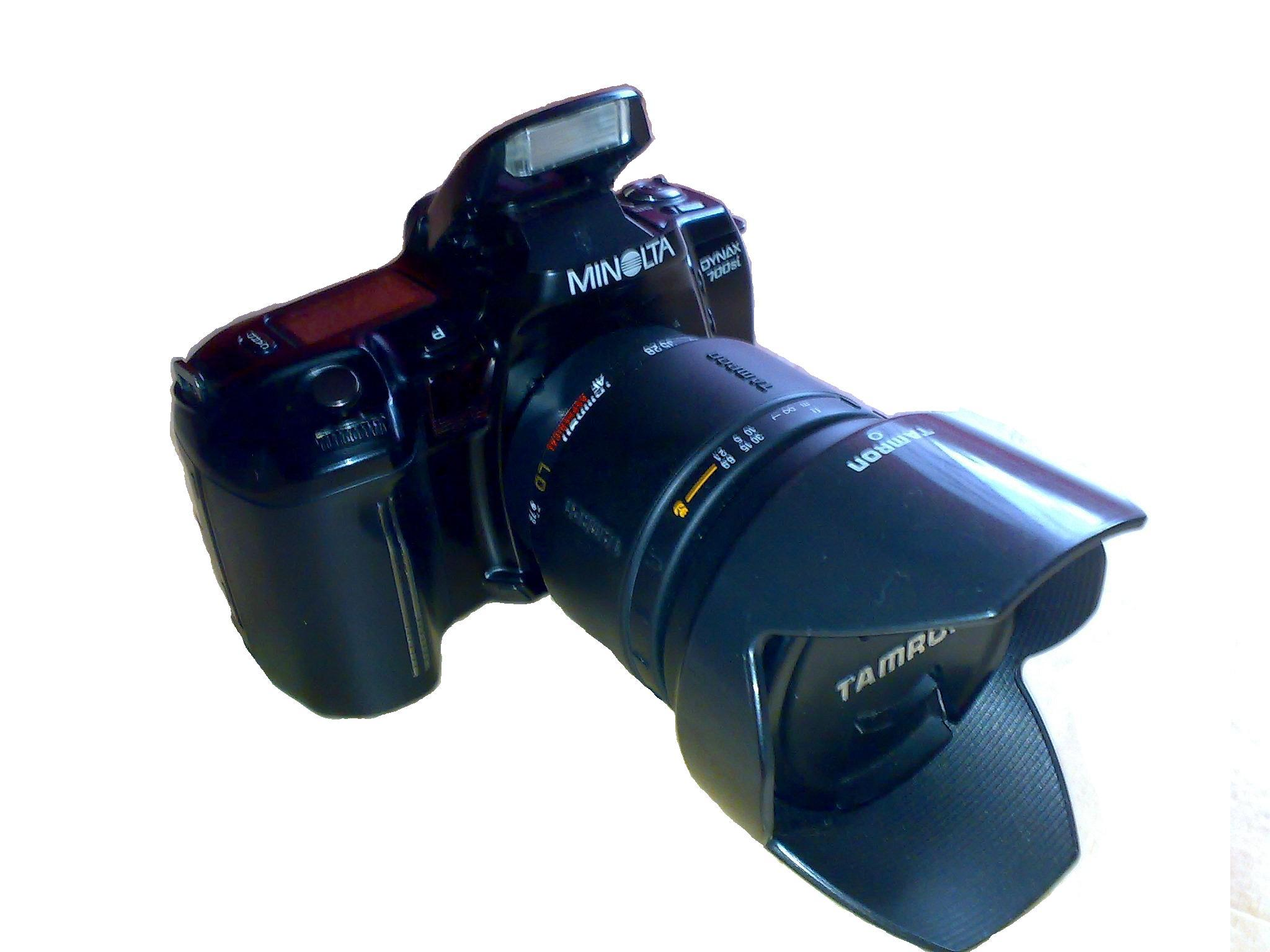
Minolta Dynax 700Si (1993) mit aufgeklapptem Blitz und Tamron-Objektiv

Parallel entwickelte Minolta ab 1996 eine Reihe von analogen Kameras mit APS-Format mit der Bezeichnung Vectis, in der Regel handelte es sich dabei um Kompaktkameras. Mit der Vectis S1 (1996) und der Vectis S100 (1997) brachte Minolta auch zwei Spiegelreflexkameras heraus, diese waren allerdings mit dem Minolta-V-Bajonett ausgestattet, das nicht kompatibel zum A-Bajonett war. Das Angebot an Objektiven war dementsprechend auch klein, und die Spiegelreflexkameras der Vectis-Reihe konnten sich trotz guter optischer Eigenschaften nicht auf dem Markt durchsetzen.
Digitalkameras stellt Minolta seit 1986 her, das Unternehmen zählt damit zu den ersten Anbietern von Digitalkameras überhaupt. Auf der photokina 1986 wurde ein Still Video Back (SB-90) für die Minolta 9000AF vorgestellt. Es folgten die RD-175 (1995), die auf Basis der Dynax 500si Super entwickelt wurde, mit einer Auflösung von 1,75 Megapixeln sowie die DiMAGE RD-3000 (1998), auf Basis der APS-Spiegelreflexkameras der Vectis-Reihe, mit 2,7 Megapixeln – beides digitale Spiegelreflexkameras mit CCD-Technologie.
Bereits 1996 erschien die digitale Kompaktkamera DiMAGE V, welche auch die Minolta-DiMAGE-Modellreihe begründete. In der folgenden Zeit konzentrierte sich Minolta auf die Entwicklung von digitalen Kompaktkameras. Als technisches Aushängeschild galten insbesondere die Superzoom-Kameras der DiMAGE Z-Serie mit Brennweitenbereichen bis zu 38–420 mm und die All-in-One-Kameras der A-Serie mit integriertem Bildstabilisierungs-System Anti-Shake. Speziell die Kameras der A-Serie waren vom Funktionsumfang her als kompakter und leichter Ersatz für die wesentlich schweren Spiegelreflexkameras gedacht. Zwar ließ sich einiges Zubehör, wie die Programmblitz-Geräte mit Minolta-AF-Blitzschuh für die analogen Dynax-Kameras, auch an diesen Kameras verwenden, es fehlte ihnen jedoch immer die Möglichkeit zur Verwendung von Wechselobjektiven mit Minolta-A-Bajonett.

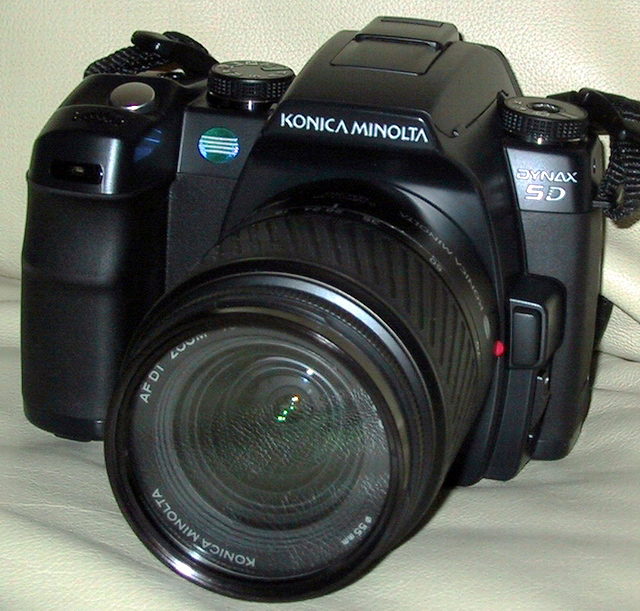
Konica Minolta Dynax 5D (2005)

Während die Konkurrenten, wie Nikon (D-Serie) und Canon (digitale Modelle der EOS-Reihe), die Entwicklung digitaler Spiegelreflexkameras insbesondere für die professionelle Anwendung seit Mitte bis Ende der 1990er Jahre vorantrieben, setzte Minolta für diese Zwecke weiter auf die analogen Minolta Dynax 9-Modelle. Als Mitte der 2000er Jahre immer mehr Anbieter mit digitalen Spiegelreflexkameras in den Prosumer- und Consumer-Markt drängten, brachte die 2003 aus der Fusion mit Konica hervorgegangene Konica Minolta  – mit der Konica Minolta Dynax 7D eine Spiegelreflexkamera für den semiprofessionellen Bereich auf den Markt, deren klassisches drehschalterbasiertes Bedienkonzept an die analoge Minolta Dynax 7 angelehnt war. 2005 folgte mit der Dynax 5D die letzte von (Konica) Minolta entwickelte und unter eigenem Namen vertriebene Spiegelreflexkamera. Beide Kameras zeichnen sich durch das im Gehäuse integrierte Bildstabilisierungs-System Anti-Shake aus.
Bis zum Juni 2005 hatten Minolta und Konica Minolta eigenen Angaben zufolge 16 Millionen Wechselobjektive mit A-Bajonett ausgeliefert.
Im Januar 2006 gab Konica Minolta bekannt, dass sich die Firma ab 1. April 2006 aus dem Kamera- und Filmgeschäft zurückziehen wird. Dabei werde Sony in Zukunft das Geschäft mit digitalen Spiegelreflexkameras des Dynax-Systems übernehmen. Mitte 2006 brachte Sony mit der Alpha 100 eine digitale Spiegelreflexkamera auf Basis der Dynax 5D auf den Markt, diese verwendet neben dem Minolta-A-Bajonett auch denselben Blitzanschluss wie die Konica-Minolta-Kameras. Sony führte das System mit dem nun als A-Mount bezeichneten Bajonett bis 2021 weiter, dann lief es mit der Alpha 99 II
aus, 2010 hatte Sony das für Spiegellose Systemkameras konzipierte E-Mount mit einem geringeren Auflagemaß auf den Markt gebracht, das ebenfalls aus Halb- und Voll-formatkameras besteht. Die Minolta AF-Objektive sind weitgehend mit den Sonykameras mit Mount-A-Bajonett kompatibel.

## Technische Merkmale
Die Dynax-Reihe gehörte zum Minolta-AF-Kamerasystem, dieses umfasste neben den Kameragehäusen noch eine Reihe von Objektiven und Blitzgeräten, die speziell aufeinander abgestimmt waren. So waren einige Funktionen, wie die ADI-Blitztechnologie, prinzipbedingt nur in der Kombination mit AF-Objektiven mit Entfernungsencoder (Typ „(D)“) und einem AF-Blitzgerät der HS(D)-Reihe möglich.  (Einige der DSLRs nutzen jedoch einen im AF-Antrieb der Kameragehäuse zusätzlich untergebrachten Drehencoder, um auch mit Nicht-(D)-Objektiven den ADI-Blitzbetrieb zu unterstützen. Diese Betriebsart ist jedoch nicht ganz so sicher wie mit (D)-Objektiven.) Andere Funktionen, wie das Anti-Shake-System der digitalen Dynax-Gehäuse, funktionieren hingegen mit allen (auch sehr alten) AF-Objektiven, auch von Fremdherstellern.
Rein mechanisch waren alle Komponenten des Minolta-AF-Systems voll kompatibel zueinander, lediglich einige neuere Funktionen wurden von älteren Komponenten des Kamerasystems nicht unterstützt. Die Abwärtskompatibilität war jedoch gegeben. Bei manchen Objektiven von Fremdherstellern ließen sich Kompatibilitätsprobleme meist durch ein Chip-Update beheben.

### Minolta-AF-Objektive

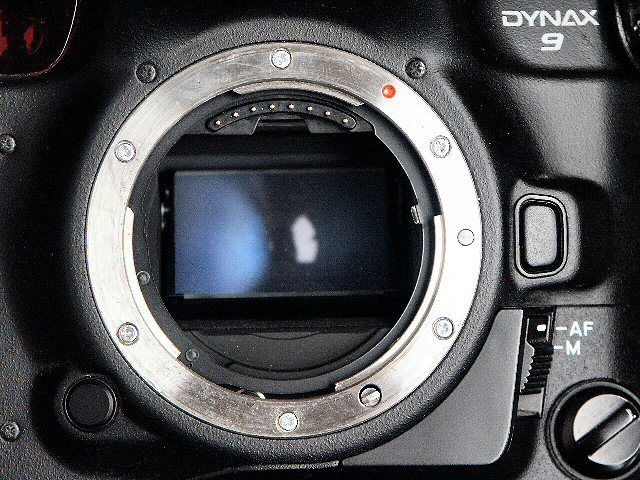
Objektivanschluss an Dynax-9-Gehäuse

Mit Erscheinen der Minolta 7000AF im Jahr 1985 brachte Minolta auch eine Reihe von neu entwickelten Objektiven auf den Markt, die als AF-Objektive bezeichnet wurden. Erstmals wurde dabei das sogenannte Minolta-A-Bajonett verwendet. Der Objektivwechsel erfolgt durch Drücken des Bajonettentriegelungsknopfes, gefolgt von einer Drehung des Objektives um 54°. Das Auflagemaß, also der Abstand zwischen Objektivanlage und Filmebene, beträgt 44,5 mm und der Datenaustausch zwischen Objektiv und Kameraelektronik erfolgt über fünf bzw. acht vergoldete, angefederte Kontaktstifte.
Bei Minoltas AF-System befindet sich der Motor zur Einstellung des Fokus in der Regel im Kameragehäuse. Minolta bot seit der xi-Serie Ende 1991 integrierte Motoren und seit Ende 2003 Objektive mit integrierten Ultraschallmotoren (SSM-Objektive) an, was ab der Dynax 7 (2000) von den Kameragehäusen unterstützt wurde. (Für die Dynax 9 wurde vom Service ein SSM/ADI-Upgrade angeboten.)
Die Liste der Minolta-AF-Objektive reichte von Fischaugenobjektiven mit 16 mm Brennweite über Weitwinkel und Normalobjektive bis hin zu Teleobjektiven mit bis zu 600 mm Brennweite, aber auch spezielle Porträt- und Makro-Objektive, sowie ein 500-mm-Spiegellinsenobjektiv wurden angeboten. Zudem werden Objektive mit A-Bajonett auch von Fremdherstellern wie Kalimar, Tamron, Sigma, Tokina und Soligor vertrieben.
Gemeinsam mit der Dynax 7D brachte Konica Minolta speziell für die Digitalfotografie entwickelte AF-Objektive auf den Markt: die Objektive der sogenannten DT-Serie sind auf das kleinere APS-C-Sensorformat bemessen und lassen sich nicht sinnvoll an einer analogen Minolta-Kleinbild(vollformat)kamera verwenden. Der kleinere Bildkreis der AF-DT-Objektive führt unweigerlich zu einer ringförmigen Abschattung am Bildrand des Kleinbildformates. Das Gleiche gilt für die DI-2-(Tamron) und DC-Objektive (Sigma) der Fremdhersteller.
Im Gegensatz zu den Konkurrenten Nikon (Vibration Reduction) und Canon (Image Stabilizer) entwickelte Minolta zunächst kein eigenes, in den jeweiligen Objektiven integriertes Bildstabilisierungssystem. In mehrjähriger Entwicklungsarbeit entstand jedoch für die digitalen Dynax-Kameras ein sogenanntes Anti-Shake-System, das im Gehäuse der Kamera integriert ist und die Kamerabewegungen während der Belichtung durch eine ausgleichende Verschiebung des Bildsensors zu kompensieren vermag.
Bezeichnungen
- AF: Die Bezeichnung AF steht für alle Autofokusobjektive mit Minolta-A-Bajonett.
- G: Kennzeichnet die optisch und mechanisch höherwertigen Objektive für den professionellen Einsatz.
- SSM: Die Bezeichnung SSM steht für Supersonic-Wave Motor, dabei erfolgt die Autofokuseinstellung über im Objektiv integrierte Piezoelemente, diese Technik findet nur bei hochwertigen Objektiven mit langen Brennweiten Anwendung. Diese Funktion wird von Dynax-Kameras ab Baujahr 2000 unterstützt, für Dynax 9 und Dynax 9Ti ist ein Update der Kamera-Firmware erforderlich.
- APO: Kennzeichnet Objektive mit apochromatischer Korrektur.
- HS: Steht für High Speed-Autofokus. Durch eine direktere Übersetzung des AF-Antriebs und geänderte Firmware soll eine schnellere Fokussierung erfolgen. In der Regel verbesserte Versionen der APO-Objektive mit der Bezeichnung HS-APO.
- (D): Kennzeichnet Objektive (und auch Blitzgeräte), die die Advanced Distance Integration unterstützen. Diese Funktion wird von Dynax-Kameras ab Baujahr 2000 unterstützt, für Dynax 9 und Dynax 9Ti ist ein Update der Kamera-Firmware erforderlich.
- DT: Kennzeichnet Objektive, die speziell für Halbformatkameras (Dynax 5D und Dynax 7D) entwickelt wurden.

### Advanced Distance Integration
Neben der konventionellen TTL-Blitzmessung stellte Minolta ab 2000 die eigens entwickelte ADI-Blitzmessung (Advanced Distance Integration) zur Verfügung. Bei der ADI-Blitzsteuerung handelte es sich um ein Leistungsmerkmal von Computerblitzgeräten, bei dem die Blitzlichtleistung durch einen TTL-Vorblitz an die Entfernung, das Umgebungslicht und die Reflexionseigenschaften des Motivs angepasst wurde. Dies ermöglichte eine Blitzlichtmessung, welche die ungewollten Einflüsse der Umgebung reduzierte oder ganz eliminierte.
Die ADI-Blitzmessung war jedoch nur in Kombination mit den Minolta-AF-Objektiven und den Minolta-AF-Blitzgeräten der (D)-Serie möglich. Zudem wurde ADI serienmäßig nur von Minolta-AF-Kameras ab dem Baujahr 2000 unterstützt, für die Dynax 9 und Dynax 9Ti war diese Unterstützung nur mit einem Update möglich. Bei der Verwendung anderer Objektive, Filtervorsätzen oder Nahlinsen konnte die ADI-Blitzmessung nicht genutzt werden und die TTL-Blitzmessung musste angewählt werden. Gleiches galt beim Einsatz einer Weitwinkelstreuscheibe am Minolta Programmblitzgerät oder beim indirekten Blitzen. Einige Fremdhersteller wie Sigma (EF 500 DG ST und EF 500 DG Super) bieten mittlerweile auch Blitzgeräte an, die nach eigenen Angaben ADI unterstützen.
Siehe auch: Advanced Distance Integration

### Anti-Shake-System
Die digitalen Spiegelreflexkameras der Dynax-Reihe sind mit einem Bildstabilisierungssystem namens Anti-Shake (AS) ausgestattet. Es verhindert bzw. verringert bei Belichtungszeiten unterhalb der klassischen Freihandgrenze das Verwackeln der Aufnahmen.
Das von Konica Minolta entwickelte System beruht im Gegensatz zu den Systemen anderer Hersteller, bei denen die Korrekturen im Objektiv vorgenommen werden, auf einer Bewegung des CCD-Chips (CCD-Shift) und ist somit unabhängig vom verwendeten Objektiv. Beim Anti-Shake-System wird die Bewegungsrichtung und Beschleunigung der Kamera über zwei Gyroskopsensoren gemessen. Aus diesen Daten werden von der Elektronik Korrekturbewegungen für die Piezoelemente, die den CCD-Chip verschieben, berechnet.
Minoltas Anti-Shake-System reduziert also Unschärfen durch Verwackeln unabhängig vom verwendeten Objektiv.

## Modelle

### Analoge Modelle (1985–2004)
Modelle, die noch nicht unter der Bezeichnung Dynax angeboten wurden, aber in Nordamerika die Bezeichnung Maxxum und in Japan die Bezeichnung Alpha tragen:
- Minolta 7000AF (1985)
- Minolta 9000AF (1985)
- Minolta 5000AF (1986)

Modelle unter der Bezeichnung Dynax:
- Minolta Dynax 3000i (1988)
- Minolta Dynax 7000i (1988)
- Minolta Dynax 5000i (1989)
- Minolta Dynax 8000i (1991)
- Minolta Dynax 3xi (1991)
- Minolta Dynax 7xi (1991)
- Minolta Dynax 2xi (1992)
- Minolta Dynax 5xi (1992)
- Minolta Dynax 9xi (1992)
- Minolta Dynax SPxi (1992)
- Minolta Dynax 700si (1993)
- Minolta Dynax 500si (1994)
- Minolta Dynax 300si (1995)
- Minolta Dynax 500si Super (1995)
- Minolta Dynax 600si Classic (1995)
- Minolta Dynax 800si (1997)
- Minolta Dynax 505si (1998)
- Minolta Dynax 505si Super (1998)
- Minolta Dynax 9 (1998)
- Minolta Dynax 303si (1999)
- Minolta Dynax 404si (1999)
- Minolta Dynax 9Ti (1999)
- Minolta Dynax 7 (2000)
- Minolta Dynax 5 (2001)
- Minolta Dynax 7 Limited (2001)
- Minolta Dynax 4 (2002)
- Minolta Dynax 3L (2003)
- Minolta Dynax 40/Dynax30 (2004)
- Minolta Dynax 60 (2004)

### Digitale Modelle (2004–2005)
Neben den analogen Modellen erschienen zwei digitale Modelle in der Dynax-Reihe. Sie tragen die Bezeichnung D im Namen:
- Konica Minolta Dynax 7D (2004)
- Konica Minolta Dynax 5D (2005)